# 西门纪业
西门纪业（1932年—），男，上海人，中国电子物理学家，中国电子学会会士，曾任北京大学教授、博士生导师。